# Zbigniew Blok
Zbigniew Blok (ur. 4 lipca 1942 w Ostrzeszowie) – polski politolog, profesor nauk humanistycznych.

## Życiorys
W 1965 ukończył studia w Wyższej Szkole Ekonomicznej w Poznaniu, w latach 1965-1971 pracował w Katedrze Ekonomii Politechniki Poznańskiej. W 1971 obronił na Uniwersytecie Łódzkim pracę doktorską. Od tegoż roku był pracownikiem Uniwersytecie im. Adama Mickiewicza w Poznaniu, w latach 1971-1991 w Instytucie Nauk Politycznych UAM. W 1982 otrzymał stopień doktora habilitowanego na podstawie rozprawy Relacje między polityką a ekonomiką w warunkach rozwoju socjalistycznego. Studium metodologiczno-ekonomiczne, w 1983 został mianowany docentem, w latach 1985-1987 był prodziekanem Wydziału Nauk Społecznych UAM. W 1991 otrzymał stanowisko profesora nadzwyczajnego UAM. W latach 1991–2009 pracował w Instytucie Nauk Politycznych i Dziennikarstwa UAM. W 2008 otrzymał tytuł profesora zwyczajnego. Od 2009 pracuje na Wydziale Nauk Politycznych i Dziennikarstwa UAM.
Równocześnie pracował także jako docent na Politechnice Poznańskiej (1983-1986) i Akademii Wychowania Fizycznego w Poznaniu (1983-1986), profesor Wyższej Szkoły Nauk Humanistycznych i Dziennikarstwa w Poznaniu (1996-2009) i Państwowej Wyższej Szkole Zawodowej w Kaliszu (199-2006).
Był członkiem Komitetu Nauk Politycznych Polskiej Akademii Nauk, jest członkiem Poznańskiego Towarzystwa Przyjaciół Nauk i Kaliskiego Towarzystwa Przyjaciół Nauk. W latach 2010–2011 był ekspertem Państwowej Komisji Akredytacyjnej.
W 1985 został odznaczonych Złotym Krzyżem Zasługi.

## Publikacje
- 2005: Systemtransformation in Polen- Einige theoretische Reflexionen[1]